# Hulsea
Hulsea es un género de plantas con flores de la familia  Asteraceae.  Comprende 16 especies descritas y de estas. solo 7  aceptadas.

## Descripción
Son hierbas anuales o perennes nativas del oeste de Norteamérica. Tienen fuertes tallos erectos que pueden ser difusos, peludos. Las hojas, se encuentran en la base del tallo. En la parte superior del tallo aparecen pequeñas cabezas de las flores como margaritas, con lígulas en tonos de amarillo a anaranjado-rojizo alrededor de un centro lleno de las flores tubulosas del disco. Los frutos son generalmente duros y negros con un mechón .

## Taxonomía
El género fue descrito por Torr. & A.Gray y publicado en Reports of explorations and surveys : to ascertain the most practicable and economical route for a railroad from the Mississippi River to the Pacific Ocean, made under the direction of the Secretary of War 6(3): 77, pl. 13. 1857[1858]. La especie tipo es: Hulsea californica Torr. & A.Gray
Etimología
Hulsea: nombre genérico otorgado en honor de Gilbert White Hulse, cirujano del Ejército de los Estados Unidos y botánico, (1807–1883).

## Especies
A continuación se brinda un listado de las especies del género Hulsea aceptadas hasta julio de 2012, ordenadas alfabéticamente. Para cada una se indica el nombre binomial seguido del autor, abreviado según las convenciones y usos.
- Hulsea algida A.Gray
- Hulsea brevifolia A.Gray
- Hulsea californica Torr. & A.Gray
- Hulsea heterochroma A.Gray
- Hulsea mexicana Rydb.
- Hulsea nana A.Gray
- Hulsea vestita A.Gray